# ザムスト
ザムスト（ZAMST）は東京都新宿区に本社を置く日本シグマックス株式会社による、スポーツ用サポーター・ケア製品のブランドである。

## 概要
1991年、全日本バレーボールのチームドクターが、日本シグマックス社製の医療用足首サポーターを選手のケガ予防目的に使用し始めたのをきっかけに、スポーツ用サポーターの開発を開始、1993年にザムストという名前でブランドが立ち上げられた。その後、サポーター以外の製品にも展開を広げた。

## 契約選手
- 西田有志（バレーボール）[3]
- 髙橋藍（バレーボール）[4]
- 小野寺太志（バレーボール）[5]
- 山本智大（バレーボール）
- Wilfredo León Venero（バレーボール）[6]
- 佐々木千紘（バレーボール）[7]
- Magdalena Stysiak（バレーボール）
- 富樫勇樹（バスケットボール）[8]
- 河村勇輝（バスケットボール）[9]
- シェーファーアヴィ幸樹（バスケットボール）[10]
- 西田優大（バスケットボール）[11]
- 寺嶋恭之介（バスケットボール）[12]
- トレイ・ヤング（バスケットボール）
- 山本麻衣（バスケットボール）[13]
- 東藤なな子（バスケットボール）[14]
- 宮市亮（サッカー）[15]
- 畠中槙之輔（サッカー）[16]
- 福田師王（サッカー）[17]
- 小林祐介（サッカー）[18]
- 鵜木郁哉（サッカー）[19]
- 佐藤亮（サッカー）[20]
- 日比野菜緒（テニス）
- 綿貫陽介（テニス）[21]
- 岩出玲亜（マラソン）[22]
- 葛西紀明（スキージャンプ）[23]
- 穴井詩（ゴルフ）
- 松友美佐紀（バドミントン）[24]

- 松本剛（野球）[25]

## 過去の契約選手
- ガエル・モンフィス（テニス）[26]
- Von Miller（アメリカンフットボール）[27]
- Stephen Curry（バスケットボール）[28]
- Annie Thorisdottir（クロスフィット）[29]
- 伊藤竜馬（テニス）[30]
- 奥宮俊祐（トレイルランニング）[31]
- アイザイア・トーマス（バスケットボール）[32]
- スティーブン・アダムス（バスケットボール）[33]
- 鶴田大樹（バレーボール）[34]
- 大宅真樹（バレーボール）[34]
- Elena Delle Donne（バスケットボール）[35]
- 間橋香織（バレーボール）[36]
- 保岡龍斗（バスケットボール）[37]
- 津屋一球（バスケットボール）[38]
- 伊藤駿（バスケットボール）[39]
- 岡田侑大（バスケットボール）[40]